# Economía abierta
Una economía abierta es una economía en la cual existe actividad económica entre los residentes locales y el exterior. Por ejemplo, las personas, incluyendo las empresas, pueden comerciar bienes y servicios con otras personas y negocios de la comunidad internacional, y fluyen los fondos en la forma de inversión en ambos sentidos de la frontera. El comercio internacional puede realizarse en la forma de intercambio de gestión, transferencias de tecnología, o todo tipo de bienes y servicios. No obstante, existen excepciones que no pueden intercambiarse, por ejemplo, los servicios ferroviarios de un país no pueden comerciarse con otro. Este tipo de economía es diferente de una economía cerrada, en la que no existe comercio internacional.
En una economía abierta, el gasto de un país en un año dado no tiene por qué ser igual a su producción de bienes y servicios. Un país puede gastar más dinero del que produce a través del préstamo del exterior, o puede gastar menos de lo que produce y prestar la diferencia a otros países extranjeros
.
En el mundo actual, no existen economías cerradas.

## Modelo económico de una economía abierta

### El modelo básico
En una economía cerrada, toda la producción se vende domésticamente, y el gasto se divide en tres componentes: consumo, inversión y gasto público.
```
                               Y = C + I + G
```

En una economía abierta, parte del producto se vende domésticamente y parte es exportado para ser vendido en el extranjero. Puede dividirse entonces el gasto de una economía abierta, denominado producto Y, en cuatro componentes:
- Cd, consumo de bienes y servicios domésticos,
- Id, inversión en bienes y servicios domésticos,
- Gd, gasto público en bienes y servicios domésticos,
- X, exportaciones de bienes y servicios domésticos.

El gasto nacional repartido entre estos componentes se expresa a través de la siguiente identidad:
```
                               Y = Cd + Id + Gd + X
```

La suma de los primeros tres términos, Cd + I d + Gd, es el gasto doméstico en bienes y servicios doméstico. El cuarto término, X, es el gasto extranjero en bienes y servicios domésticos (el valor de las exportaciones).
Así, el gasto doméstico total es la suma del gasto doméstico más el gasto doméstico en bienes y servicios extranjeros, por lo que se puede decir que
```
                               C = Cd + Cf, I = I d + I f, G = Gd + G f
```

Sustituyendo estas tres ecuaciones en la identidad formulada más arriba se obtiene:
```
                               Y = (C − Cf ) + (I − I f ) + (G − G_f) + X
```

Podemos reordenar para obtener:
```
                               Y = C + I + G + X − (Cf + I_f + G_f)
```

La suma del gasto doméstico en bienes y servicios extranjeros (Cf + If + Gf) es el gasto en importaciones (IM ). Entonces, podemos escribir la identidad del ingreso nacional del siguiente modo:
```
                               Y = C + I + G + X − IM
```

Como el valor de todas las importaciones es parte del gasto doméstico y no es parte del producto nacional, se sustrae del producto total. Esto ofrece el valor del as Exportaciones Netas (NX = X − IM ), convirtiéndose la identidad en:
```
                               Y = C + I + G + NX
```

En una economía cerrada: Ahorro Nacional = Inversión. Los países con una economía cerrada pueden aumentar su riqueza solo acumulando nuevo capital
Si el producto excede el gasto doméstico, se puede exportar la diferencia, siendo las exportaciones netas positivas. Si el producto es inferior al gasto doméstico, se importa la diferencia, siendo las exportaciones netas negativas.